# Kronans käcka gossar
Kronans käcka gossar är en svensk komedifilm från 1940 i regi av Sigurd Wallén.

## Handling
Ett nytt sprängämne ska demonstreras för de militära myndigheterna, men några skumma figurer vill stjäla det för att sälja det till en utländsk makt. Tre värnpliktiga soldater blandar sig dock in i handlingen. 

## Om filmen
Filmen är den första som medvetet anslöt sig till beredskapstidens uppmaning om ansvar och samhällsanda. Inspelningarna gjordes sommaren 1939 i Stockholm. Filmen, som är barntillåten, hade premiär den 15 januari 1940 och har även visats på SVT2 och TV4.
Avsnitt ur filmen ingår även i Hur tokigt som helst och Livat på luckan.

## Rollista
- Nils Poppe - värnpliktig 52 Nils "Nisse" Ek
- Sigurd Wallén - fanjunkare Hagberg
- Carl Reinholdz - värnpliktig 47 Karl "Kalle" Karlsson
- Harry Brandelius - sig själv (folkparkssångare)
- Gaby Stenberg - Marianne
- Carin Swensson - Greta, hembiträde, Kalles flamma

### Ej krediterade
- Åke Grönberg - värnpliktig 55 Lars "Lasse" Björk
- Bengt Djurberg - kapten Berg, kompanichef
- Erik Rosén - ingenjör Granfors, sprängämnesexpert
- Stina Sorbon - Eva Granfors, hans dotter, Mariannes väninna
- Arthur Fischer - direktör Magnus Bengtsson, egendoms- och fastighetsmäklare
- Willy Peters  värnpliktig 45 Viktor Bengtsson, hans son, malaj
- Sigge Fürst - Erik Holger, direktör Bengtssons kumpan
- Hugo Björne - fabrikör Skogsberg
- Frithiof Bjärne - Fredrik Blom, slaktare
- Manne Grünberger - en värnpliktig
- Stig Johanson - en värnpliktig
- Stig Olin - en värnpliktig
- Carl-Axel Hallgren - en värnpliktig
- Bertil Hallberg - den inlåste i arresten
- Bertil Berglund - poliskonstapeln i folkparken
- Julius "Julle" Sjögren - biträdet i slakteributiken
- Ernst Marcusson - direktör Bengtssons kumpan
- Yngwe Nyquist - regementsläkaren
- Paul Hagman - poliskonstapeln på gatan
- David Erikson - poliskommissarien
- Victor Thorén - hovmästaren på Stadshotellet
- Oscar Åberg - medlem av sprängämneskommissionen
- Folke Algotsson - medlem av sprängämneskommissionen
- Eric von Gegerfelt - medlem av sprängämneskommissionen
- Lisa Wirström - kund i slakteributiken
- Nisse Lind - dragspelaren i folkparken
- Birger Larsson - gitarristen
- Henry Lundin - basisten
- Lillebil Kjellén - en dansande på utedansbanan

### Ej identifierad
- Ann-Margret Bergendahl

## Musik i filmen
- Här kommer själva vapenmakten, musik Kai Gullmar, text Gus Morris, sång Nils Poppe, Carl Reinholdz, Åke Grönberg
- Och skutan la' ut igen, musik Kai Gullmar, text Gus Morris, sång Harry Brandelius
- Foxtrot musik Sven Rüno, instrumental
- Vals, musik Sven Rüno, instrumental
- Frühlingsstimmen, op. 410, musik Johann Strauss d.y., instrumental
- När månen vandrar på fästet blå, text Kristina Lagerlöf

## DVD
Filmen gavs ut på DVD 2004 tillsammans med komedin Beredskapspojkar. Filmen gavs åter ut på DVD 2014.